# Cangandala Nationalpark
Cangandala Nationalpark er en nationalpark i Malanjeprovinsen i Angola. Den ligger mellem Cuijefloden og 2 unavngivne territorier i Cuanza, med byerne Culamagia og Techongolola i udkanten af parken. Det er den mindste nationalpark i Angola.

## Historie
Efter opdagelsen af kæmpe sabelantilope i det portugisiske Vestafrika i 1963 blev naturreservatet Cangandala grundlagt for at beskytte dets naturlige habitat. I 1970, mens den stadig var under portugisisk styre, blev  den opgraderet til nationalpark, en status den beholdt efter Angolas uafhængighed i 1975.

## Beskrivelse
Parken, der har et areal på 600 km, består af bølgende kalksandbakker med lavere liggende afvandingslinjer. Området modtager omkring 1.350 mm nedbør om året og har en gennemsnitstemperatur på 21,5 °C. Der forekommer ingen floder med vand hele året og afvanding foregår via græsdækkede vådområder. En mosaik af åben miombo bushveld og savanne forekommer. 
Skovvegetationen er domineret af Brachystegia og Julbernardia sammen med andre træer stedvis (Piliostigma, Burkea, Monotes, Strychnos, Sterculia og Dombeya ).